# Degré monomère
Les degrés monomères sont des images symboliques attachées en astrologie à chacun des 360 degrés du zodiaque tropical.

## Constellations et degrés monomères
Les Anciens accordaient une signification particulière à chacune des étoiles avec lesquelles le Soleil se retrouvait en conjonction un jour ou l'autre de l'année. De là à accorder une signification particulière à chacun des 360 degrés du zodiaque tropical (degrés monomères), il n'y a qu'un pas.
Ainsi, en 2013, le point vernal (degré zéro du Bélier du zodiaque tropical) était encadré par les étoiles Scheat et Deneb Kaïtos. Or selon les Anciens, Scheat est la chance qui sourit aux audacieux et à tous ceux qui se donnent la peine de chercher à avancer. Quant à Deneb Kaïtos, selon Claude Ptolémée, « ceux qui sont nés sous son influence sont protégés au cours des voyages en mer ». Or Melchior K. Hitschler a rapporté que l'astrologue Janduz (Jeanne Duzea) a attribué au 28e/29e degré du signe des Poissons du zodiaque tropical (du 28e degré au 29e degré) la description suivante : « Sous une violente averse, un homme aveuglé et à demi-submergé dans la nappe d'eau d'un étang soulevé par l'orage, tend les bras en appelant au secours; d'une petite anse abritée, un autre homme lui fait signe de nager dans cette direction où il trouvera le salut ». La parenté avec les significations accordées par les Anciens aux étoiles Scheat et Deneb Kaïtos est évidente. Toutefois, en raison de la précession des équinoxes, il y a un décalage d'un degré du zodiaque tropical tous les 71 ans par rapport aux étoiles. Le travail d'attribution réalisé par Janduz se périme donc de plus en plus à chaque génération.

## Les degrés monomères dans l'histoire de l'astrologie
Melchior K. Hitschler a rapporté que « le plus ancien texte connu au sujet de ces 360 images est (...) le Calendrier Thébaïque ou Thébain, publié par Johann Engel (en) en 1488 ». Quant à Jacques Halbronn, il a écrit : « Paul Christian entretenait (...) un certain égyptianisme, hérité de Court de Gébelin et d'Etteilla, notamment avec le Calendrier thébaïque, ce qui désigne chez lui les degrés monomères, lesquels nous semblent avoir une origine hémérologique, désignant les jours et non les degrés ». Des anglo-saxons (Marc Edmund Jones et Dane Rudhyar notamment) ont par la suite proposé leur propre version des degrés monomères qu'ils ont baptisée du nom de Symboles Sabian.